# Hatschlu

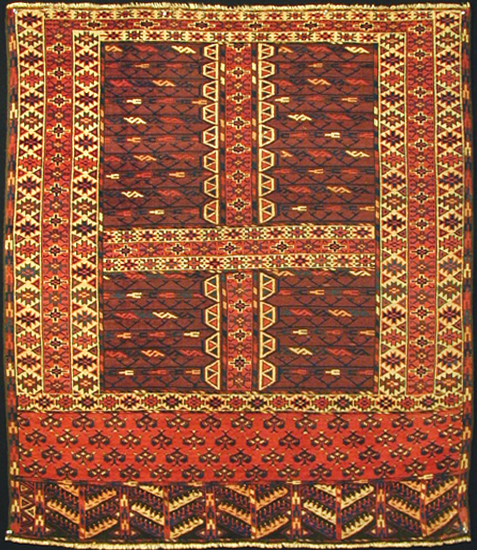
Mitte des 19. Jahrhunderts gefertigt: Ýomut-Teppich (Türbehängung); hier: Ausführung eines Hatschlu

Der Hatschlu ist ein besonders fein geknüpfter Gebetsteppich der Turkmenenstämme. 
Häufig wird das Textil als Vorhang für Stammeszelte verwendet. Hatschlu bedeutet mit Kreuz. Die Gestaltung des Kreuzes sieht vor, dass das Feld des Teppichs, der insgesamt zumeist quadratisch verarbeitet ist, sich in vier einzelne, reichhaltig gemusterte Segmente und deshalb kreuzförmig unterteilt. Den senkrechten Streifen zieren regelmäßig zwei kleine Nischenformen. Oberhalb der Feldsegmente drapieren sich ebenfalls eine beziehungsweise eine ganze Reihe kleiner aufgesetzter Nischen. Die Struktur der Teppiche ist fest, glatt und schmiegsam, bei einer durchschnittlichen Länge von 1,90 m und einer Breite von 1,40 m.  
In der Hauptform ihrer Zeichnungen stimmen die Hatschlu stets überein. Die Ausschmückungen variieren. Die violett- bis bräunlich-roten Fonds der Felder können Reihen umrissartig stilisierter dunkelblauer Blütenkelche enthalten, die auch an die Geweihe von Hirschen erinnern. Daneben kann das Motiv von Rauten oder rautenförmig stilisierten Blüten treten.
Die Borte weist wechselständig gezackte Blätter auf sowie kleine Rauten als Blüten. Dies bis zu dreifarbig und dicht gemustert.

## Varianten
Neben Afghan-, Kisil-Ajak-Hatschli gibt es Tekke-(Buchara-) und Yomud-Hatschli. Die Turkmenen nennen diese Teppiche Enessi.